# Nunslaughter
A Nunslaughter (stilizálva NunSlaughter, jelentése: Apáca mészárlás) egy death metal zenekar Pittsburgh-ből. 1987-ben alakultak meg. Az együttes zenei stílusát "devil metal"-nak (ördögi metalnak) nevezi. Témáik: Sátán, ördög, keresztény-ellenesség, blaszfémia. Az együttes egyik korábbi dobosa, Jim Konya 2015-ben elhunyt.

## Tagok

### Jelenlegi tagok
- Don of the Dead - éneklés (1987-)
- Noah Buchanan ("Tormentor") - gitár (2014-, koncerttag)
- Zack Rose ("Massakre") - gitár (2005-)
- The Mangler - basszusgitár (2014-)

### Korábbi tagok
- Insidious - basszusgitár,
- Black Priest - basszusgitár,
- Rick Metz ("Rancid") - gitár,
- Megiddo - gitár,
- Wire - basszusgitár

és még sokan mások.

## Diszkográfia

### Stúdióalbumok
- Hells Unholy Fire (2000)
- Goat (2003)
- Hex (2007)
- Angelic Dread (2014)